# Greta Garbo
Greta Garbo (18 tháng 9 năm 1905 - 15 tháng 4 năm 1990) là một diễn viên người Mỹ gốc Thụy Điển và là một trong những diễn viên nổi tiếng nhất trong thời kỳ vàng son của Hollywood.
Được coi là một trong những diễn viên đỉnh cao của hãng truyền thông Metro-Goldwyn-Mayer cũng như điện ảnh Mỹ, Garbo đã nhận được giải Oscar danh dự cho "những vai diễn không thể quên trên màn ảnh".
Năm 1999, bà được Viện phim Mỹ vinh danh trong số những huyền thoại màn bạc vĩ đại nhất mọi thời đại, vị trí thứ 5.

## Phim tham gia
| Năm  | Phim                                     | Vai diễn                            | Chú thích                                               |
| ---- | ---------------------------------------- | ----------------------------------- | ------------------------------------------------------- |
| 1920 | Mr and Mrs Stockholm Go Shopping         | Chị cả                              | Tên khác: How Not To Dress                              |
| 1920 | The Gay Cavalier                         | Vai phụ                             | không chắc chắn                                         |
| 1921 | Our Daily Bread                          | Companion                           |                                                         |
| 1921 | The Scarlet Angel                        | Extra                               | không chắc chắn                                         |
| 1922 | Peter the Tramp                          | Greta                               |                                                         |
| 1924 | Truyền thuyết về Gösta Berling           | Elizabeth Dohna                     | đạo diễn Mauritz Stiller                                |
| 1925 | Die freudlose Gasse (The Joyless Street) | Greta Rumfort                       | đạo diễn G. W. Pabst                                    |
| 1926 | The Torrent                              | Leonora Moreno còn gọi là La Brunna |                                                         |
| 1926 | The Temptress                            | Elena                               | First American movie                                    |
| 1926 | Flesh and the Devil                      | Felicitas                           | đạo diễn Clarence Brown                                 |
| 1927 | Love                                     | Anna Karenina                       | đạo diễn Edmund Goulding                                |
| 1928 | The Divine Woman                         | Marianne                            | Chỉ xuất hiện 9 phút. Nguồn: The Mysterious Lady DVD    |
| 1928 | The Mysterious Lady                      | Tania Fedorova                      |                                                         |
| 1928 | A Woman of Affairs                       | Diana Merrick Furness               |                                                         |
| 1929 | Wild Orchids                             | Lillie Sterling                     |                                                         |
| 1929 | The Single Standard                      | Arden Stuart Hewlett                |                                                         |
| 1929 | The Kiss                                 | Irene Guarry                        |                                                         |
| 1930 | Anna Christie                            | Anna Christie                       | Đề cử - Giải Oscar cho nữ diễn viên chính xuất sắc nhất |
| 1930 | Romance                                  | Madame Rita Cavallini               | Đề cử - Giải Oscar cho nữ diễn viên chính xuất sắc nhất |
| 1931 | Anna Christie                            | Anna Christie                       | Bản tiếng Đức của Anna Christie, phát hành đầu 1931     |
| 1931 | Inspiration                              | Yvonne Valbret                      |                                                         |
| 1931 | Susan Lenox (Her Fall and Rise)          | Susan Lenox                         |                                                         |
| 1931 | Mata Hari                                | Mata Hari                           |                                                         |
| 1932 | Grand Hotel                              | Grusinskaya                         |                                                         |
| 1932 | As You Desire Me                         | Zara còn gọi là Marie               |                                                         |
| 1933 | Queen Christina                          | Nữ hoàng Christina                  |                                                         |
| 1934 | The Painted Veil                         | Katrin Koerber Fane                 |                                                         |
| 1935 | Anna Karenina                            | Anna Karenina                       | Giải NYFCC cho nữ diễn viên xuất sắc nhất               |
| 1936 | Camille                                  | Marguerite Gautier                  | Đề cử - Giải Oscar cho nữ diễn viên chính xuất sắc nhất |
| 1937 | Conquest                                 | Countess Marie Walewska             |                                                         |
| 1939 | Ninotchka                                | Nina Ivanovna 'Ninotchka' Yakushova | Đề cử - Giải Oscar cho nữ diễn viên chính xuất sắc nhất |
| 1941 | Two-Faced Woman                          | Karin Borg Blake                    |                                                         |